# Імператріс
Імператріс є другим за чисельністю населення містом у бразильському штаті Мараньян. Місто простягається вздовж північно-східного берега річки Токантінс і перетинається шосе Белен-Бразіліа, що стоїть на кордоні зі штатом Токантінс.

## Функції
Імператріс є найбільшим комерційним пунктом перетину, енергетичним та економічним центром Мараньяо, другим за чисельністю населення та економічним, політичним і культурним центром штату, і він має стратегічне положення, корисне не лише для штату, але й для всієї півночі. Бразилії. Імператріс — це щось середнє між виробництвом сої в Бальсасі на півдні Мараньяо, видобутком деревини на кордоні зі штатом Пара, сталлю, виробленою та обробленою в Асейландії, і сімейним фермерським господарством в решті штату, виробництвом рису та майбутнім потенційним виробництвом електроенергії та целюлози з впровадження гідроелектростанції Естрейто, гідроелектростанції Серра Кебрада та целюлозно-паперової фабрики Сузано. Окрім цих можливостей, місто є центром видобутку корисних копалин, головним чином у заповіднику Сіріако, сусідньому регіоні. Щоб забезпечити матеріально-технічну підтримку всіх цих заходів, Imperatriz є місцевим центром оптової та роздрібної торгівлі товарами з півдня Мараньяо, на північ від Токантінса та на схід від Пара. Для транспортування Imperatriz має шосе Белен-Бразіліа, річку Токантінс і залізниці Північ-Південь і Карахас. Крім того, поблизу міста проходять основні лінії передачі електроенергії для Мараньяно та інших штатів.

## Економіка
Велика частина активної праці міста поглинена торгівлею та послугами. Попри це, первинний і вторинний сектори, особливо агробізнес, все ще відіграють важливу роль у місцевій економіці. Вирощування худоби постачає місцеві бійні, що, своєю чергою, дозволяє Imperatriz експортувати м'ясо в інші штати Бразилії та за кордон. Крім харчової промисловості та агробізнесу, важливе значення мають будівництво та переробка нерудних копалин. Найважливішими культурами в цьому районі є соя, рис і маніок. Останнім часом цукрова тростина також стала важливою. За даними IBGE, Імператріс має 5,657 комерційних і 730 промислових підприємств.
Місто обслуговує аеропорт Префейто Ренато Морейра.

## Демографія

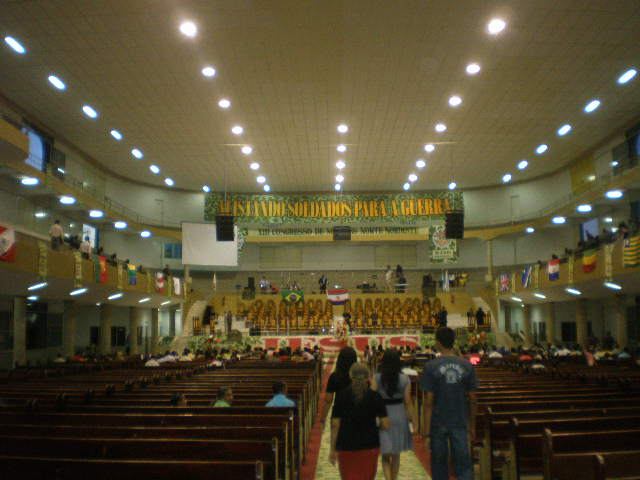
Інтер'єр центральної церкви Темпло.

- Загальна кількість населення: 236,691
- Міське населення: 218,555
- Сільське населення: 11,895
- Чоловіки: 110,739
- Жінки: 119,711
- Щільність населення:: 150.52 осіб/км² (389,9 осіб/міль²)
- Зростання населення: 0.5 % (Від 1996-03-01 до 2000-08-01)
- Швидкість урбанізації: 94.84 %

(Джерело: IBGE/2000)
Скейтбордистка Райсса Леал, срібна медалістка Олімпійських ігор 2020 року в Токіо та наймолодша бразильська спортсменка, яка брала участь в Олімпійських іграх, народилася в Імператрісі.

## Географія
Західний Мараньян утворює межу між тропічним лісом Амазонки та величезним регіоном саван, відомим як Серрадо. Імператріс є місцем перетину багатьох основних доріг і водних шляхів. Ландшафт характеризується галерейними лісами та долинами струмків. Вологі поля та пальмові стежки зустрічаються там, де рівень ґрунтових вод знаходиться біля поверхні.

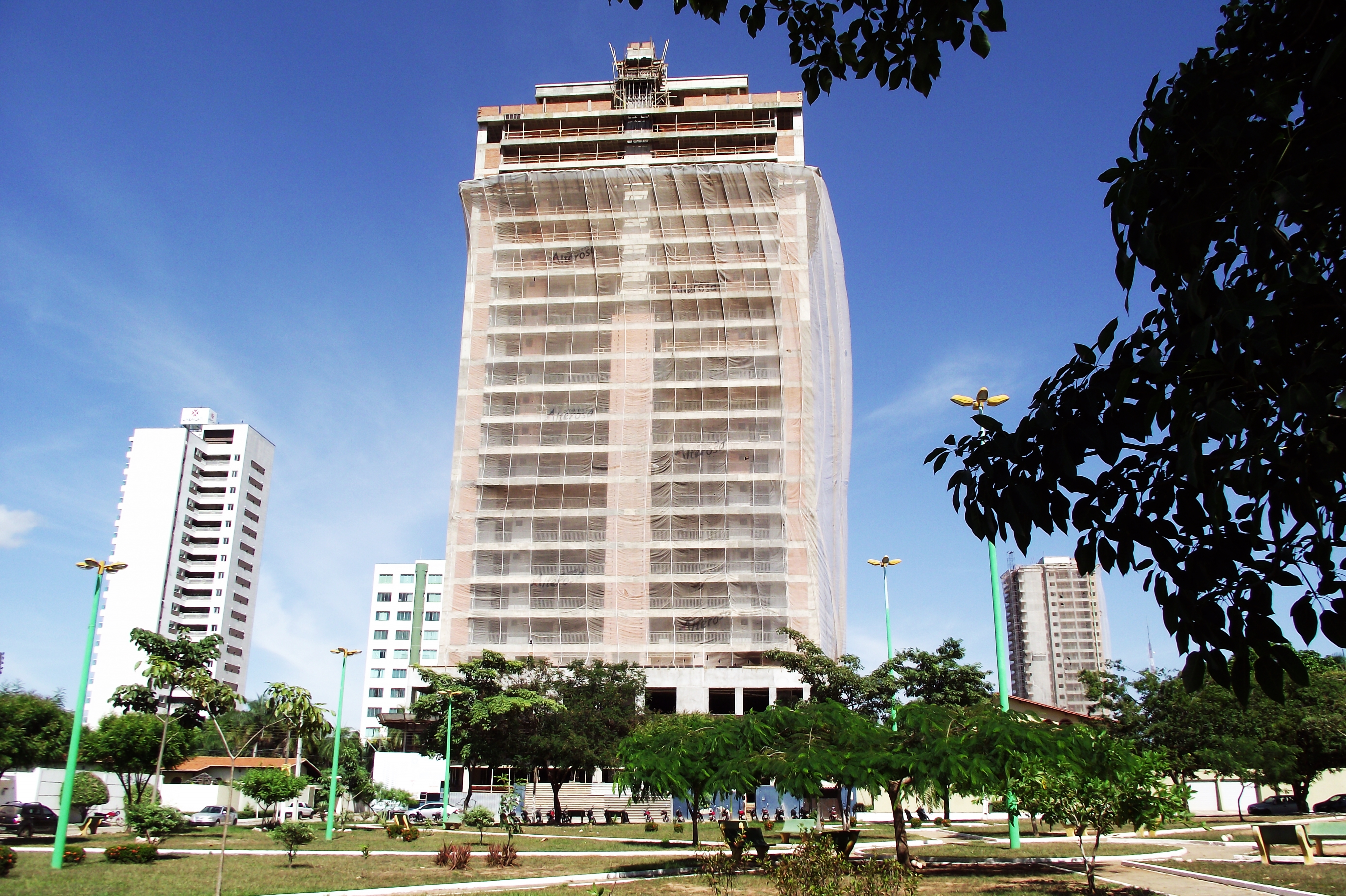
Площа Педро Амеріко в районі Трес-Подерес.

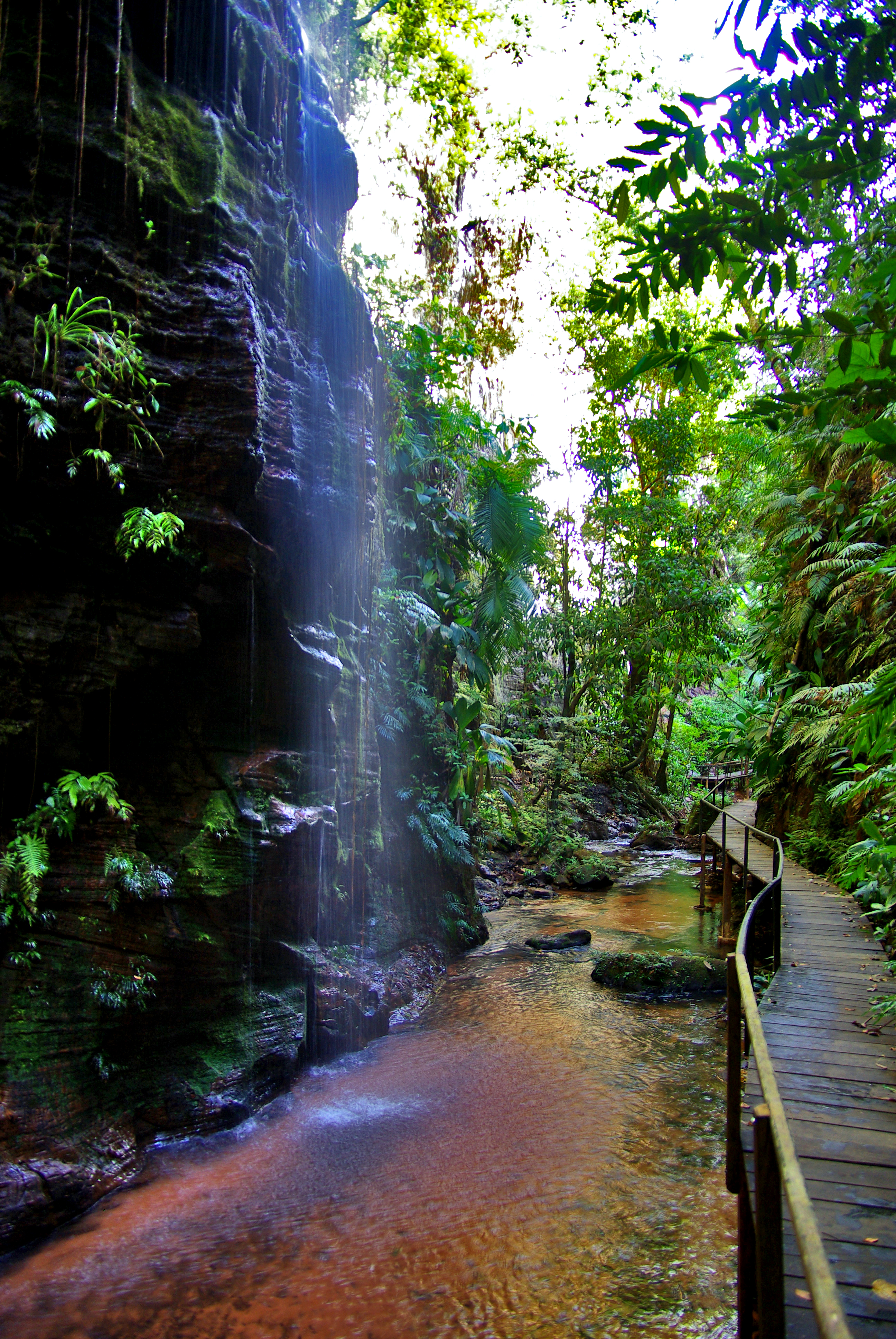
Водоспад Педра Каїда та доріжка.

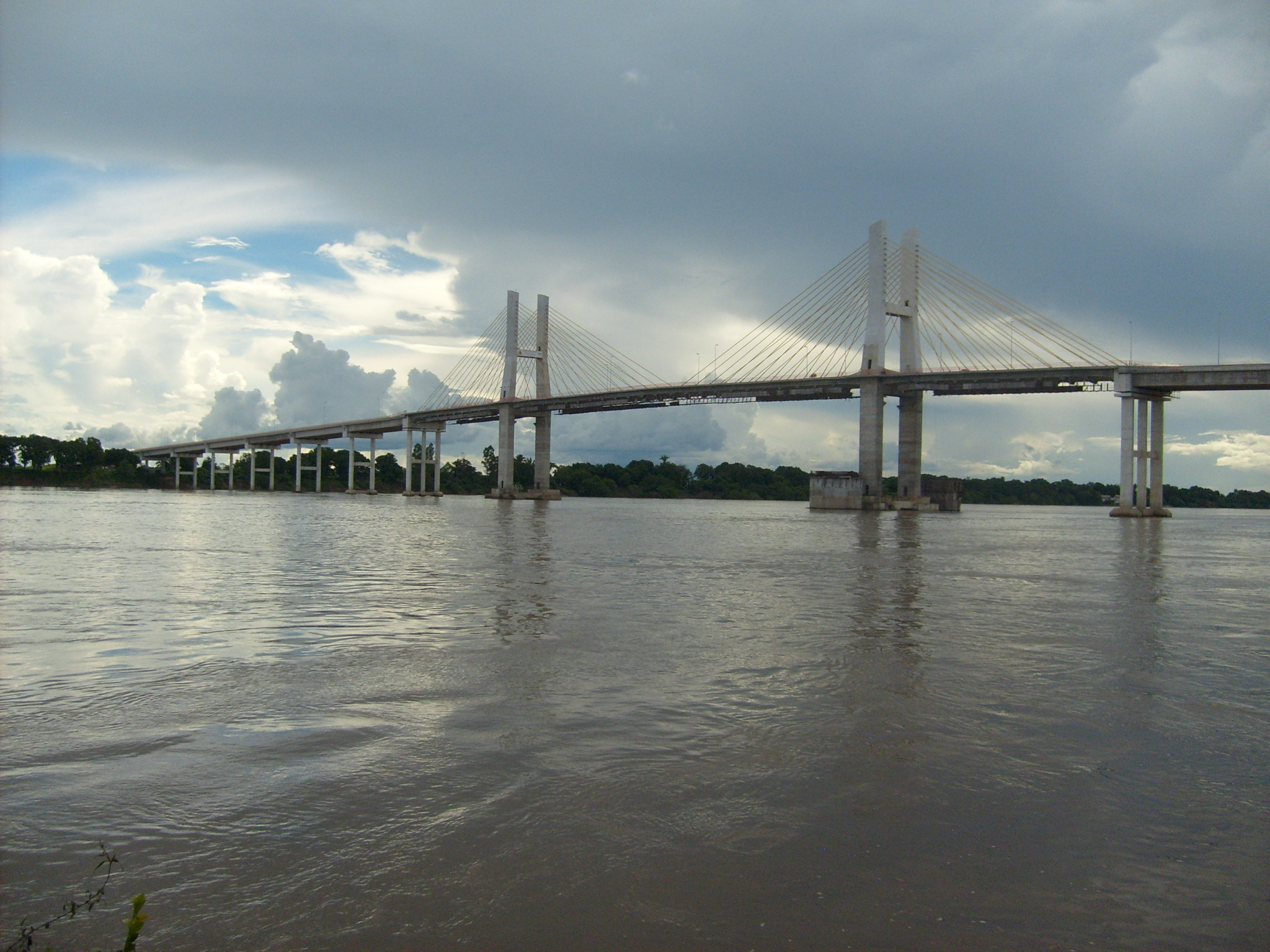
Міст Феліпе Грегорі через річку Токантінс

## Клімат
Імператріс має тропічний клімат савани з вологим сезоном протягом весняних і літніх місяців (з листопада по квітень), і сухим протягом осінніх і зимових місяців (з травня по листопад). Липень і серпень є найспекотнішими та найхолоднішими місяцями одночасно, коли температура може коливатися від 13 °C (55.4 °F) до понад 40 °C (104 °F) протягом одного дня. «Відчувається, що» температура завжди понад 36–42 °C (96.8–107.6 °F). У рідкісних випадках різке похолодання може спричинити зниження температури до мінімуму 12 °C (53.6 °F).
| Клімат Імператріс (1981–2010)              | Клімат Імператріс (1981–2010) | Клімат Імператріс (1981–2010) | Клімат Імператріс (1981–2010) | Клімат Імператріс (1981–2010) | Клімат Імператріс (1981–2010) | Клімат Імператріс (1981–2010) | Клімат Імператріс (1981–2010) | Клімат Імператріс (1981–2010) | Клімат Імператріс (1981–2010) | Клімат Імператріс (1981–2010) | Клімат Імператріс (1981–2010) | Клімат Імператріс (1981–2010) | Клімат Імператріс (1981–2010) |
| Показник                                   | Січ.                          | Лют.                          | Бер.                          | Квіт.                         | Трав.                         | Черв.                         | Лип.                          | Серп.                         | Вер.                          | Жовт.                         | Лист.                         | Груд.                         | Рік                           |
| Середній максимум, °C                      | 31,8                          | 31,9                          | 31,9                          | 32,3                          | 33,0                          | 33,5                          | 34,3                          | 35,4                          | 35,4                          | 34,4                          | 33,3                          | 32,3                          | 33,3                          |
| Середня температура, °C                    | 26,6                          | 26,6                          | 26,1                          | 26,6                          | 27,2                          | 27,1                          | 27,2                          | 28,3                          | 28,8                          | 28,4                          | 27,8                          | 27,2                          | 27,3                          |
| Середній мінімум, °C                       | 22,5                          | 22,5                          | 22,6                          | 22,7                          | 22,7                          | 21,4                          | 20,4                          | 21,0                          | 22,5                          | 23,1                          | 22,9                          | 22,6                          | 22,2                          |
| Середня кількість сонячних годин на місяць | 148,9                         | 132,2                         | 145,7                         | 171,5                         | 222,2                         | 262,0                         | 281,3                         | 264,6                         | 198,7                         | 159,7                         | 143,3                         | 143,6                         | 2273,7                        |
| Норма опадів, мм                           | 253.0                         | 220.7                         | 295.8                         | 206.5                         | 91.9                          | 14.7                          | 6.5                           | 9.1                           | 39.0                          | 70.8                          | 117.8                         | 190.5                         | 1516.3                        |
| Днів з опадами                             | 15                            | 15                            | 17                            | 14                            | 7                             | 2                             | 1                             | 1                             | 3                             | 6                             | 9                             | 13                            |                               |
| Вологість повітря, %                       | 80.5                          | 80.6                          | 81.8                          | 80.2                          | 76.0                          | 68.8                          | 62.2                          | 57.7                          | 60.7                          | 66.5                          | 73.0                          | 77.4                          | 72.1                          |
| ------------------------------------------ | ----------------------------- | ----------------------------- | ----------------------------- | ----------------------------- | ----------------------------- | ----------------------------- | ----------------------------- | ----------------------------- | ----------------------------- | ----------------------------- | ----------------------------- | ----------------------------- | ----------------------------- |